# Miconia barclayana
Miconia barclayana es una especie de planta con flor en la familia de las Melastomataceae. Es endémica de  Ecuador.

## Distribución y hábitat
Es un arbusto endémico de los Andes de  Ecuador,  donde se sabe a partir de cuatro colecciones. Tres son de la Cordillera de los Llanganates: una en Chihuila Sacha, otro en el Río Verde Grande, en las faldas de Cerro Hermoso, y una tercera entre Aucacocha y Pan de Azúcar. La cuarta colección se registró cerca de la Laguna de San Marcos, pero su determinación es dudosa y puede representar una especie diferente. Protegida dentro del Parque nacional Llanganates. Considerado "Raro" por la UICN en 1997 (Walter y Gillett 1998). Aparte de la destrucción del hábitat, no se conocen amenazas específicas.

## Taxonomía
Miconia barclayana fue descrita por Wurdack y publicado en Phytologia 39(5): 327–328. 1978.
Etimología
Miconia: nombre genérico que fue otorgado en honor del botánico catalán Francisco Micó.
barclayana: epíteto